# بوب واترس
بوب واترس (بالإنجليزية: Bob Waters)‏ هو لاعب كرة قدم أمريكية أمريكي، ولد في 22 يونيو 1938 في ميلن في الولايات المتحدة، وتوفي في 29 مايو 1989 في Cullowhee, North Carolina ‏ في الولايات المتحدة بسبب تصلب جانبي ضموري.

## وصلات خارجية
- بوب واترس على موقع مرجع كرة القدم المحترفة.كوم (الإنجليزية)
- بوب واترس على موقع قاعة كارولاينا الشمالية للمشاهير الرياضية (الإنجليزية)